# Christopher Alexander
Cristopher Alexander (Viena, 4 de outubro de 1936 – Binstead, 17 de março de 2022) foi um arquiteto, matemático e urbanista austríaco. Era professor emérito da Universidade da Califórnia em Berkeley. Foi um dos críticos da arquitetura moderna apontando a desagregação social causada por ela. Seus estudos contribuíram para a utilização de padrões geométricos e matemáticos no urbanismo e arquitetura.
Faleceu na Inglaterra em 17 de março de 2022.

## Obras representativas
- West Dean Visitors Centre (Sussex)
- Community Mental Health Center (California)
- Plan for Chikusadai (Nagoya)
- Campus de la New Eishin University (Tokyo)
- Agate Street dormitory (Oregon)
- Casa Sullivan (California)
- Casa Upham (California)
- Casa Martínez (California)
- El plan Shiratori (Nagoya)
- Julian Street Inn (California)

## Trabalhos publicados
As obras publicadas de Alexander incluem:
- Community and Privacy, com Serge Chermayeff (1963)
- Notes on the Synthesis of Form (1964)
- A City is Not a Tree (1965)
- The Atoms of Environmental Structure (1967)
- A Pattern Language which Generates Multi-service Centers, com Ishikawa e Silverstein (1968)
- Houses Generated by Patterns (1969)
- The Grass Roots Housing Process (1973)
- The Center for Environmental Structure Series, composta de
  - The Oregon Experiment (1975)
  - A Pattern Language, com Ishikawa e Silverstein (1977)
  - The Timeless Way of Building (1979)
  - The Linz Cafe (1981)
  - The Production of Houses, com Davis, Martinez, and Corner (1985)
  - A New Theory of Urban Design, com Neis, Anninou, e King (1987)
  - Foreshadowing of 21st Century Art: The Color and Geometry of Very Early Turkish Carpets (1993)
  - The Mary Rose Museum, with Black and Tsutsui (1995)
- The Nature of Order Book 1: The Phenomenon of Life (2002)
- The Nature of Order Book 2: The Process of Creating Life (2002)
- The Nature of Order Book 3: A Vision of a Living World (2005)
- The Nature of Order Book 4: The Luminous Ground (2004)
- The Battle for the Life and Beauty of the Earth: A Struggle between Two World-Systems, com HansJoachim Neis e Maggie More Alexander (2012)

Não publicado:
- Sustainability and Morphogenesis (working title)